# 吕凯 (上比利牛斯省)
吕凯（法語：Luquet，法語發音：[lykɛ]）是法国上比利牛斯省的一个市镇，属于塔布区。

## 地理
吕凯（43°15'50"N, 0°7'9"W）面积8.17 平方千米，位于法国奧克西塔尼大區上比利牛斯省，该省份为法国西南部内陆省份，北至热尔省，西接大西洋比利牛斯省，南与西班牙接壤，东临上加龙省。
与吕凯接壤的市镇（或旧市镇、城区）包括：加代尔、蓬塔克、埃斯波埃、热尔、利夫龙、卢朗蒂斯。

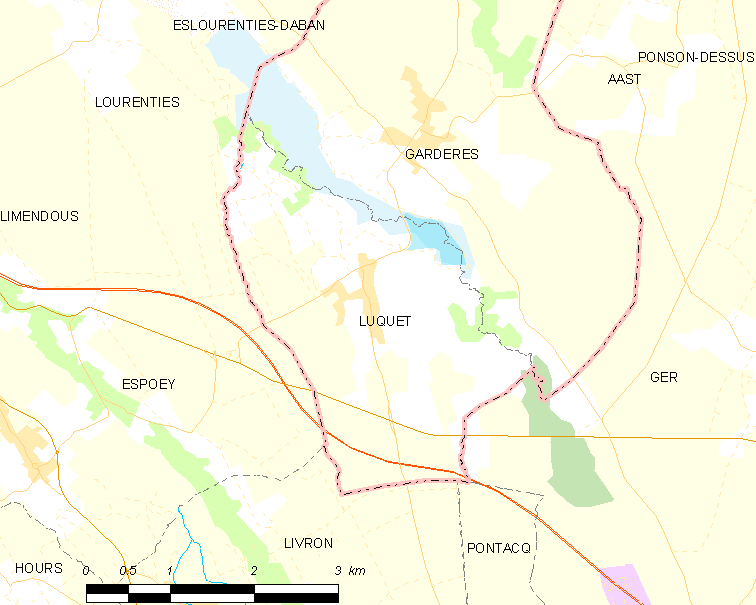
的OSM定位图

吕凯的时区为UTC+01:00、UTC+02:00（夏令时）。

## 行政
吕凯的邮政编码为65320，INSEE市镇编码为65292。

## 政治
吕凯所属的省级选区为奥桑县。

## 人口

1962-2008年间人口变化图示

吕凯于2022年1月1日时的人口数量为422人。